# Alan Milward
Alan Steele Milward, né le 19 janvier 1935 à Stoke-on-Trent et mort le 28 septembre 2010, est un universitaire britannique, historien de l'économie. 
Il est considéré comme l'un des historiens les plus influents de la seconde moitié du XXe siècle.  Il n'a pas acquis cette réputation en écrivant des histoires populaires ou en faisant des apparitions dans les médias, mais grâce à ses compétences de linguiste, d'historien de l'économie, de chercheur en archivistique, de narrateur historique et de politologue. Il a apporté une contribution essentielle à la compréhension de l'histoire et de l'intégration européennes modernes : les éléments qui ont façonné l'Europe contemporaine. 
Bien qu'il soit généralement considéré comme un historien de l'économie, il a travaillé dans de nombreux autres domaines, notamment la théorie et la politique économiques, l'histoire économique et politique et les études économiques et politiques contemporaines. C'était un économiste politique moderne très rigoureux.

## Biographie

### Famille et formation
Milward est né et a grandi à Stoke-on-Trent, où son père était un employé de la poste, et a fréquenté un lycée. 
Il a étudié l'histoire médiévale et moderne à l'University College de Londres de 1953 à 1956, obtenant une licence de première classe, puis un doctorat à la London School of Economics en 1960, avec une thèse écrite sous la direction de W. N. Medlicott (en) sur l'industrie de l'armement dans l'économie allemande pendant la Seconde Guerre mondiale.
Il se marie en secondes noces avec Frances MB Lynch, historienne des économies française et européenne.

### Carrière
Son premier stage académique fut l'enseignement de l'archéologie indienne à la School of Oriental and African Studies. En 1960, il a été nommé maître de conférences adjoint, puis professeur d'histoire économique à l'université d'Édimbourg. En 1965, il est devenu maître de conférences, puis maître de conférences à l'École d'études sociales de l'université d'East Anglia. Il est ensuite parti aux États-Unis pour devenir professeur agrégé d'économie à l'université Stanford, puis professeur d'études européennes à l'Institut des sciences et de la technologie de l'université de Manchester entre 1971 et 1983 après trois ans. Il a ensuite été professeur à l'Institut universitaire européen de Florence pendant deux mandats, entre 1983 et 1986 et entre 1996 et 2002. 
De 1986 à 1996, il a été professeur d'histoire économique à la London School of Economics. En 1993, il a obtenu le poste d'historien officiel au Cabinet Office et a produit le premier volume du Government Official History of the United Kingdom and the European Community, The Rise and Fall of a National Strategy 1945-1963, publié en 2002. 
Il a été élu membre de l'Académie britannique en 1987 et membre de la Société royale norvégienne des sciences et des lettres en 1994. 
Dans son livre The European Rescue of the Nation State (1992), il a contesté la doctrine eurosceptique selon laquelle l'Union européenne impliquerait une intégration des États-nations qui minerait la souveraineté et mènerait à un super-État fédéraliste. Il a influencé de nombreux historiens et politologues, notamment Andrew Moravcsik dans son Choice for Europe.
Il s'exprimait couramment en norvégien, allemand, italien et français. 
En plus de plusieurs monographies, Milward a écrit des comptes rendus d'un grand nombre de livres en rapport avec ses domaines d'expertise, recueillis dans Alan S. Milward and Contemporary European History: Collected Academic Reviews, eds. F. Guirao et F. Lynch (Routledge, 2015). 
Il est décédé après une longue maladie, qui avait commencé en octobre 2007.

## Œuvres
- The German Economy at War, 1965.
- The New Order and the French Economy, 1970.
- The Economic Effects of the Two World Wars on Britain (brochure), 1971 (réimpr. 1984).
- The Fascist Economy in Norway, 1972.
- War, Economy and Society, 1939-1945, 1977 (réimpr. 1987)Initialement publié sous le titre Krieg, Wirtschaft und Gesellschaft à Munich, en 1976.
- The Reconstruction of Western Europe, 1945-1951, 1984 (réimpr. 1987).
- The European Rescue of the Nation-State, 1992.
- The Frontier of National Sovereignty: History and Theory, 1945-92, 1994.
- Britain's Place in the World: A Historical Enquiry into Import Controls, 1945-60, Routledge Explorations dans Economic History, 1996.
- Politics and Economics in the History of the European Union, The Graz Schumpeter Lectures, 2005 (réimpr. 2012).
- The Rise and Fall of a National Strategy: The UK and The European Community, vol. 1, 2002 (réimpr. 2012).
- The Economic Development of Continental Europe, 1780-1870, 1973 (réimpr. 2012).
- (en) Alan Milward et S. Berrick Saul, The Development of the Economies of Continental Europe 1850-1914, Routledge Revivals, 1977 (réimpr. 2012) (DOI 10.4324/9780203828809, lire en ligne).